# アヒ・アマリージョ
アヒ・アマリージョ（スペイン語: ají amarillo）は、南米アンデス地域で食用とされる黄色い唐辛子。ペルー・ボリビア・チリの料理には欠かせない香辛料である。和名はキイロトウガラシ（黄色唐辛子）。
「アヒ（aji）」はスペイン語で唐辛子の意。アンデス地域では生の食材として市場で販売されている他、ペースト状にした瓶詰、塩漬けにしたホール状の缶詰なども市販されている。

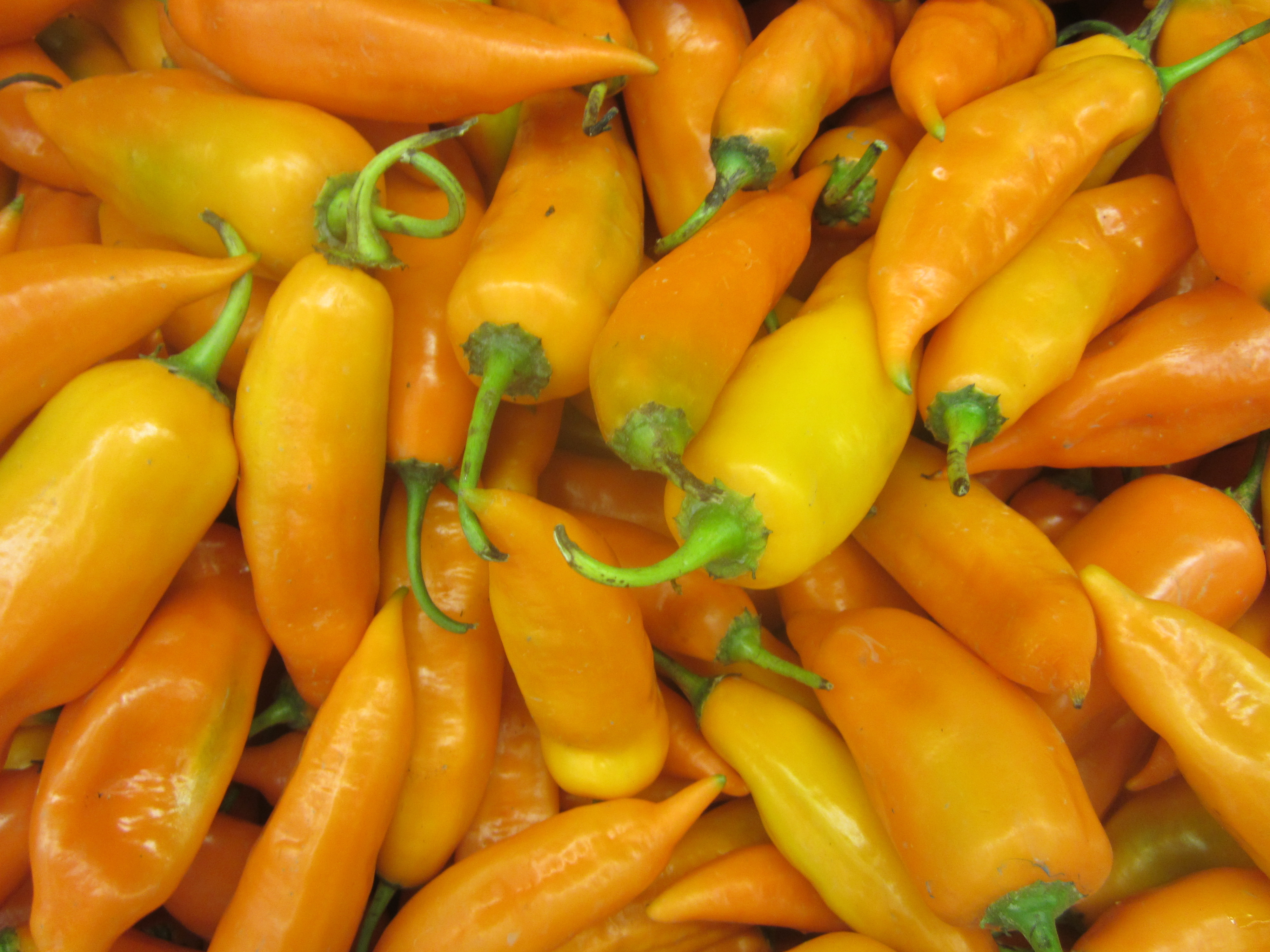
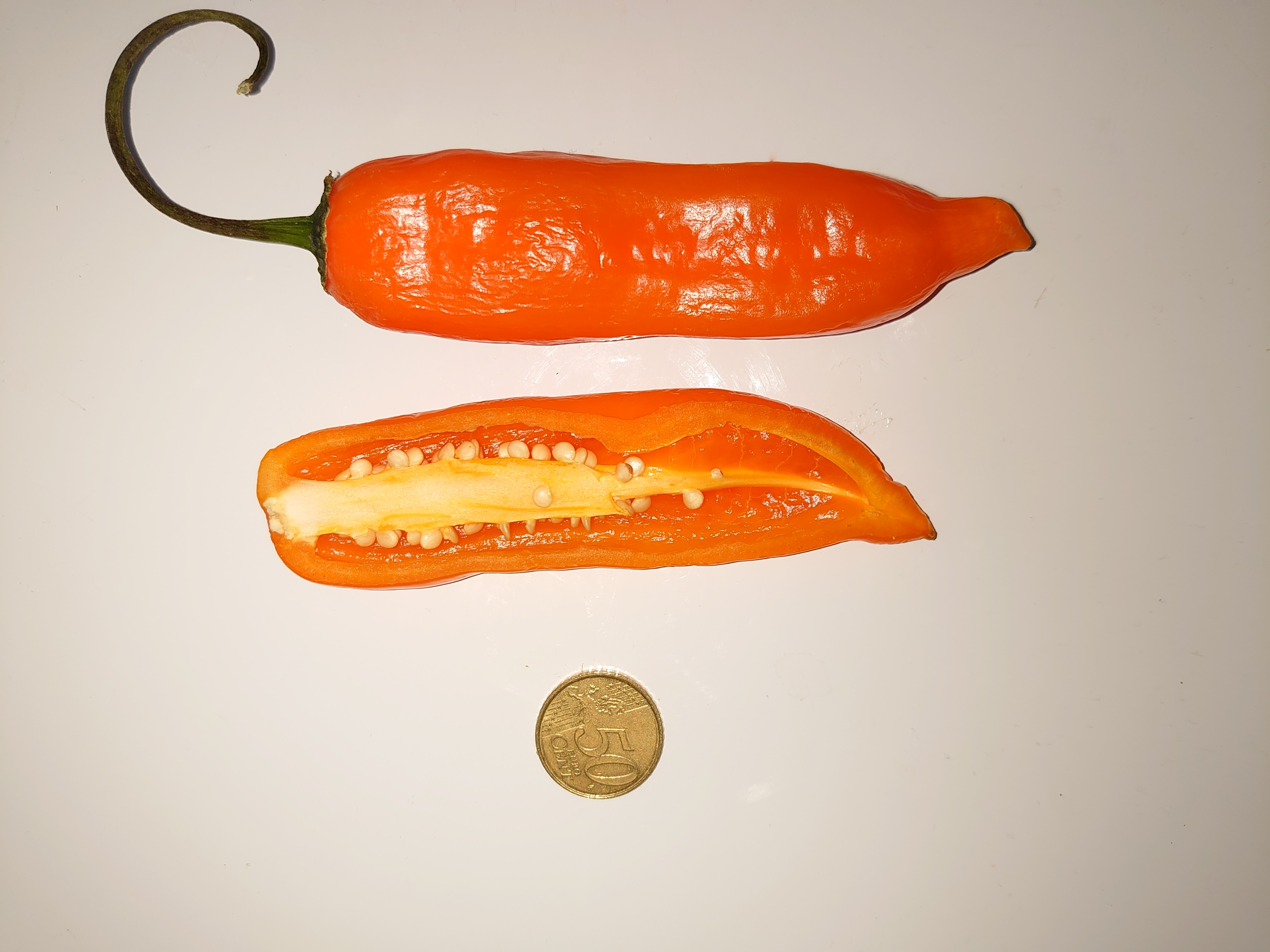
断面と50セントユーロ硬貨
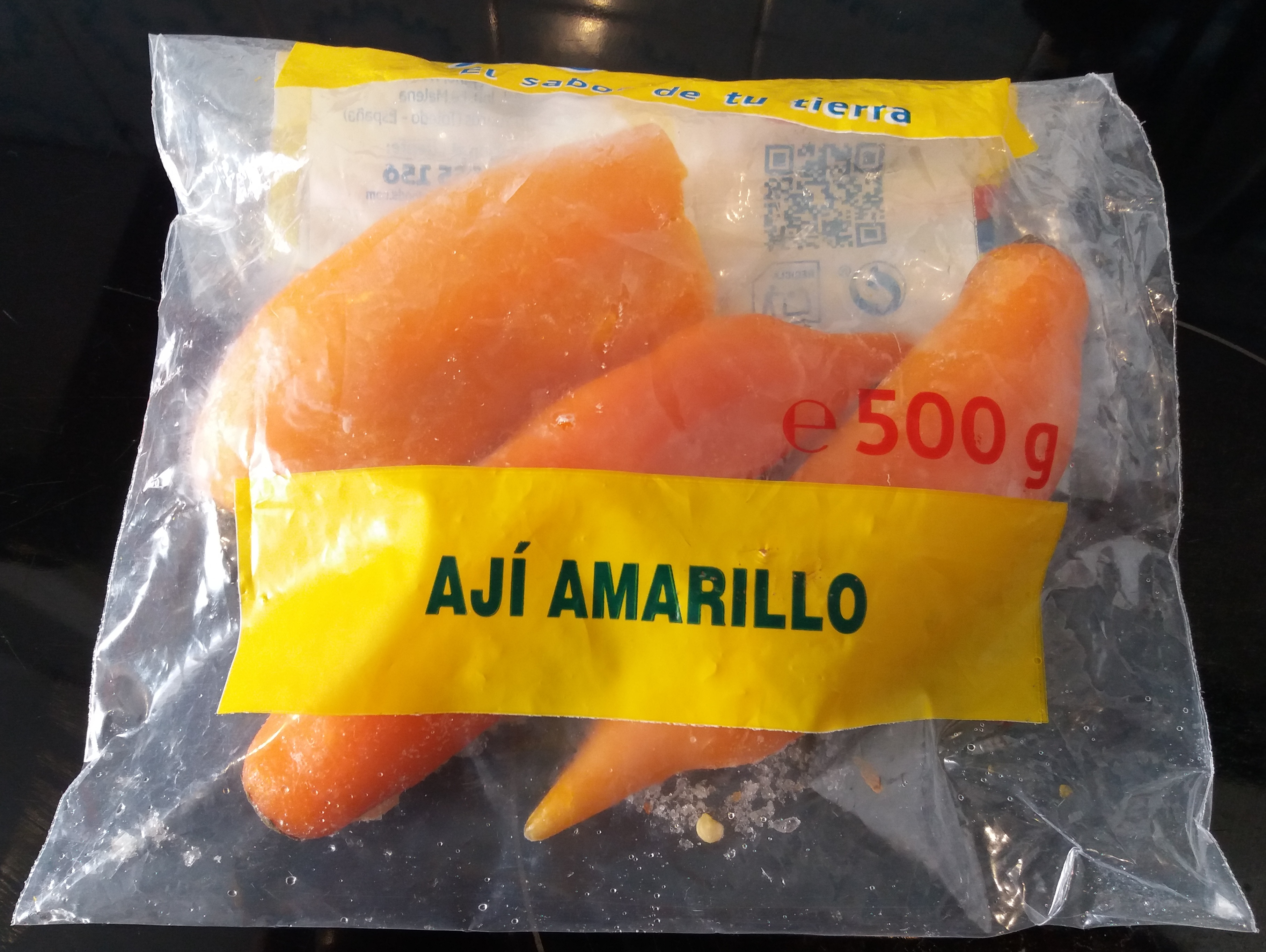
冷凍食品
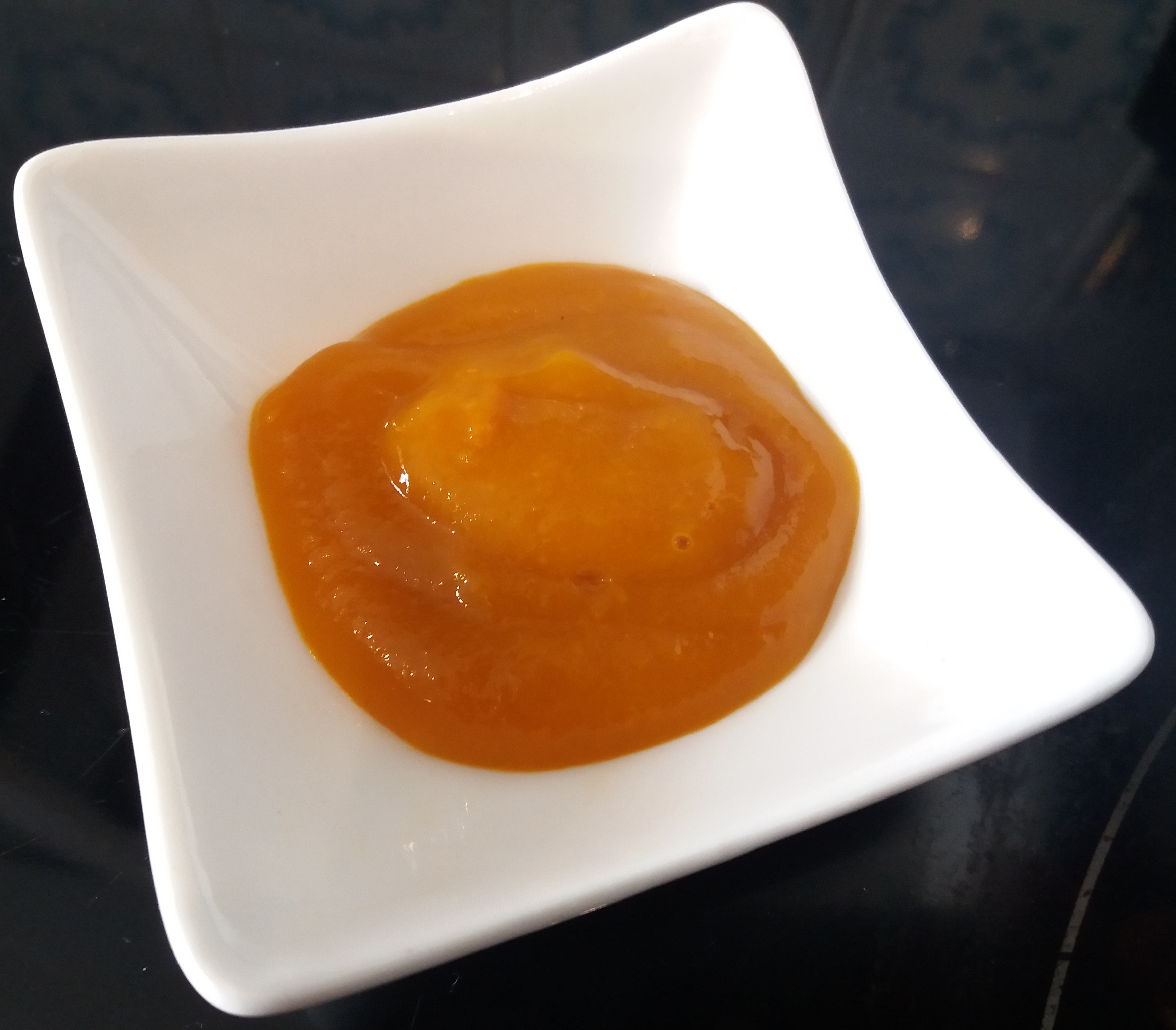
ペースト
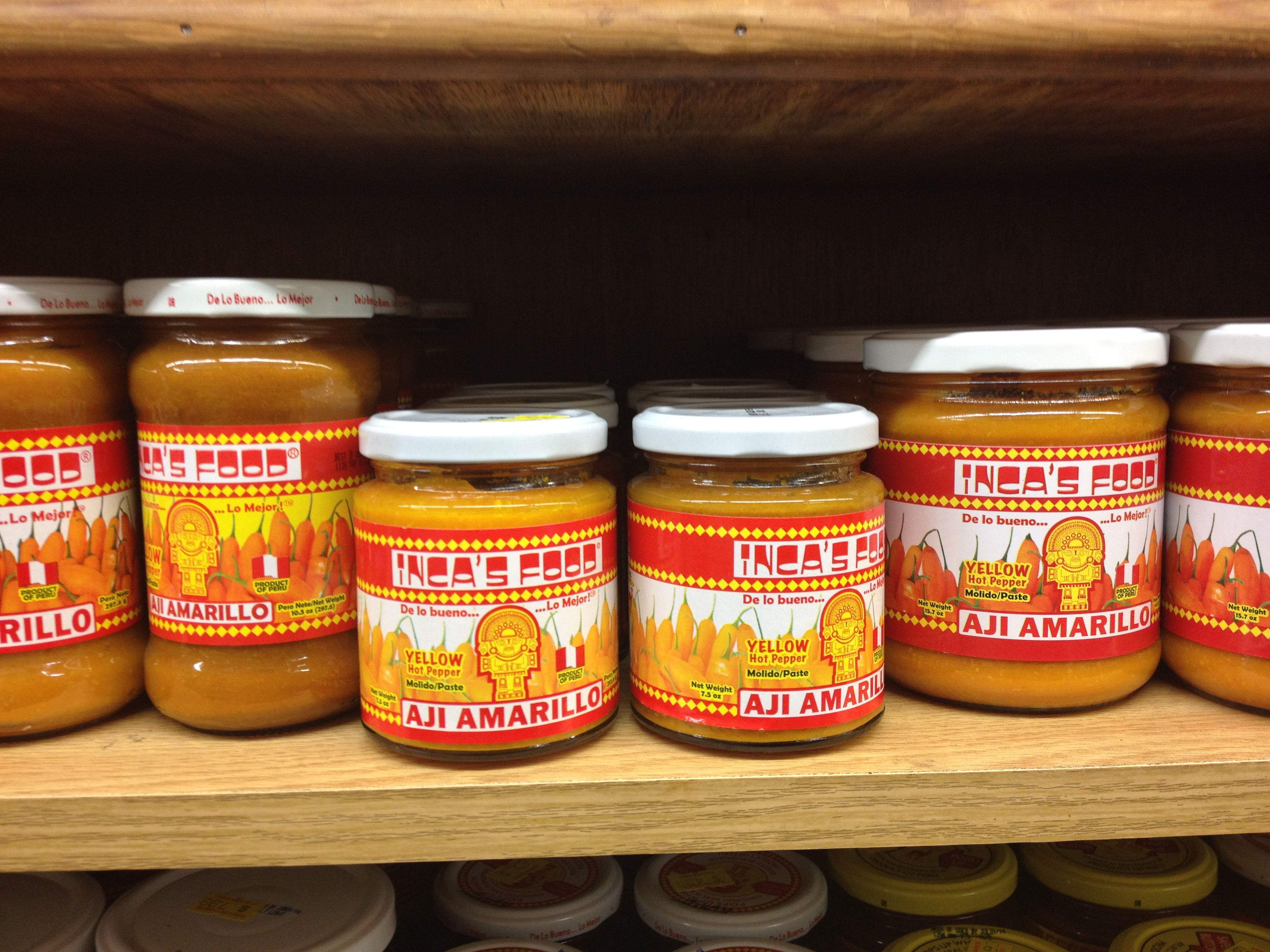
ペーストの瓶詰

## アヒ・アマリージョを使用した料理例
ペルー料理
- アヒ・デ・ガジーナ - ほぐした鶏肉、パン、牛乳、アヒ・アマリージョ、アヒ・パンカ、ウコン、ピーカンナッツに、塩やコショウ、クミンなどで味付けしたペルー伝統料理。
- パパ・アラワンカイナ - 茹でたジャガイモに、チーズとアヒ・アマリージョを合わせたクリームソースをかけた料理。
- ティラディート - 生魚の細切りをスパイスで味付した料理。
- タクタク - 豆と白米を組み合わせた料理。
- セビチェ・デ・パト - 煮込んだ鴨肉を味付けした料理。リマ県北部のノルテ・チコ地域ではポピュラーな料理。